# 帕謝尼夫卡 (哈爾科夫州)
49°52′57″N 35°12′32″E / 49.88250°N 35.20889°E
帕什切尼夫卡（羅馬化：Pashchenivka）是位於烏克蘭東部的村莊，由哈爾科夫州博霍杜希夫區的科洛馬克市鎮負責管轄。該村始建於1775年，面積1.15平方公里，海拔高度170米，2001年人口174，人口密度每平方公里151.3人。